# Fan Lau Tung Wan
Fan Lau Tung Wan (kinesiska: 分流東灣, 分流东湾) är en vik i Hongkong (Kina). Den ligger i den västra delen av Hongkong.